# Bolitoglossa bramei
Espèce
Statut de conservation UICN

 DD : Données insuffisantes
Bolitoglossa bramei est une espèce d'urodèles de la famille des Plethodontidae.

## Répartition
Cette espèce se rencontre dans l'Est du Costa Rica et dans l'Ouest du Panama entre 1 900 et 2 300 m d'altitude dans la cordillère de Talamanca.

## Description
Les mâles mesurent de 37,6 à 39,1 mm sans la queue et les femelles de 38,1 à 41 mm. La queue représente de 93 à 110 % du corps chez les mâles et de 89 à 99 % du corps chez les femelles.

## Étymologie
Son nom d'espèce, bramei, lui a été donné en l'honneur d'Arden H. Brame, herpétologiste américain, en reconnaissance de sa contribution à l'étude des salamandres néotropicales.

## Publication originale
- Wake, Savage & Hanken, 2007 : Montane salamanders from the Costa Rica-Panamá border region, with descriptions of two new species of Bolitoglossa. Copeia, vol. 2007, no 3, p. 556-565 (texte intégral).